# Ravage (roman)
Pour les articles homonymes, voir Ravage.
Ravage est un roman de science-fiction post-apocalyptique écrit par René Barjavel, paru en 1943. Le récit est une dystopie révélant le pessimisme de l'auteur à l'égard de l'utilisation du progrès scientifique et technique. Il s'agit d'un thème typique de la science-fiction post-apocalyptique, brossant le portrait de la fin de l'humanité technologique et la reconstruction d'une civilisation sur d'autres bases. Grand succès populaire, le livre s'est écoulé à plus d'un million d'exemplaires depuis sa sortie et il sert régulièrement de support à l'étude au collège.
Dans une société mature, un jour l'électricité disparaît et plus aucune machine ne peut fonctionner. Les habitants, anéantis par la soudaineté de la catastrophe, sombrent dans le chaos, privés d'eau courante, de lumière et de moyens de déplacement...

## Principaux personnages
- François Deschamps : héros du roman, âgé de 22 ans au début du récit.
- Blanche Rouget : âgée de 17 ans au début du récit, amie de François qui la surnomme « Blanchette »
- Jérôme Seita : directeur d'une importante société de radio.
- Mme Vélin : concierge de l'immeuble où habite François.
- Narcisse, Georges, André, Teste, Martin, Pierre : premiers compagnons de François.
- Dr Fauque : médecin de l'expédition.
- Colette : fille du Dr Fauque et amante de Teste.
- Paul (futur époux de la fille de François et futur chef de la communauté) : il est le descendant de Narcisse.
- Denis, jeune forgeron ingénieux, qui n’apparaît qu'au dernier chapitre.

## Résumé
Le roman est formellement divisé en quatre parties de tailles différentes. Les deux premières parties sont assez longues, alors que les deux dernières ne comportent que quelques pages.

### Première partie:Les Temps nouveaux
France, 3 juin 2052. Un jeune homme issu du monde rural, François Deschamps, 22 ans, vient d'arriver dans la mégalopole parisienne et attend avec impatience les résultats du concours d'entrée dans une école réputée de chimie agricole. Il a beaucoup travaillé et est confiant dans les résultats. Il souhaite profiter de sa présence à Paris pour revoir son amie d'enfance, Blanche Rouget, 17 ans, qui entame une carrière de chanteuse et d'actrice. Blanche a justement un rendez-vous avec Jérôme Seita, un homme riche qui dirige la célèbre « Radio-300 ». Quand Jérôme Seita, qui a des sentiments pour la jeune femme, apprend par Blanche l'existence de François, il ordonne une enquête rapide sur le jeune homme. Dès le lendemain, grâce à ses relations, il fait en sorte que François ne soit pas déclaré reçu à son concours et voie son approvisionnement en électricité, eau et lait chimique coupé. Profitant d'un moment où Blanche, découvrant une nouvelle vie faite de beaux logements, de diamants et de repas fins, est psychologiquement affaiblie, il la demande en mariage. Blanche accepte. Apprenant cela, François est abattu, pensant perdre Blanche à tout jamais.

### Deuxième partie:La Chute des villes
Pendant que se déroulait le récit de la première partie, les médias évoquaient les relations tendues entre un Empire sud-américain en conflit avec les États-Unis du Nord. Les relations entre les deux régimes, déjà mauvaises, s'enveniment encore plus au point que la guerre est déclarée par l'Empire sud-américain. Une attaque massive est lancée. Quelques heures après, en Europe en général et en France en particulier, l'électricité disparaît, les usines atomiques cessent de fonctionner, et la totalité de la vie sociale et économique est interrompue. Certains matériaux, comme le fer, « s'amollissent » inexplicablement. Les métros, les autobus électriques, les automobiles, les portes des maisons, les ascenseurs, les robots ménagers, etc., s'arrêtent brutalement de fonctionner. La population est dans l'incapacité de se nourrir, d'accéder aux maisons, de se déplacer. Le gouvernement est totalement paralysé. Des troubles, de plus en plus nombreux, ont lieu. Le chaos s'installe. François traverse une mégalopole dont les vingt-cinq millions d'habitants sont particulièrement nerveux. Ils tombent rapidement dans une sorte de folie. Il récupère Blanche, frappée par un mal mystérieux, et coordonne un petit groupe de gens qui, comme lui, souhaitent quitter la région parisienne dans les meilleurs délais. La petite troupe fuit l'agglomération alors qu'un gigantesque incendie vient de se déclarer et tue des milliers de Parisiens. En effet les camions de pompiers sont à l'arrêt et les vannes d'eau ne fonctionnent pas.

### Troisième partie:Le Chemin de cendres
La petite troupe menée par François parvient à quitter Paris. Le choléra s'est déclaré et menace la santé publique. L'eau potable est difficilement accessible. Blanche, qui avait été blessée lors du chaos parisien, retrouve la santé. Toutefois la progression est lente et difficile, plusieurs incendies (voire mégafeux), imposent aux protagonistes des détours importants (d'où le titre du chapitre et l'illustration sur la couverture). Le groupe est sans cesse attaqué par des fuyards et doit se défendre contre l'insécurité, la faim, la peur, et même la folie qui guette. De fil en aiguille, ils traversent l'Orléanais, l'ouest de la Bourgogne, l'Auvergne, le sud-ouest de la région lyonnaise. Ils arrivent alors au nord de la Provence et au sud du Dauphiné, dans le village natal de François et Blanche. Beaucoup d'habitants ont péri. François, par son courage et sa sagesse, parvient à organiser une vie communautaire et à repousser les pillards. Il établit des règles de vie strictes mais saines. Sa sagesse lui vaut l'estime de tous, et la communauté villageoise peut envisager l’avenir avec confiance.

### Quatrième partie:Le Patriarche
Dans les années qui ont suivi, la sagesse de François a été appréciée de tous. Il est maintenant le coordinateur d'une vaste zone qui va du sud de Lyon à la Méditerranée, et de l'Auvergne au Dauphiné. Il a contribué à établir l'assise d'une civilisation agricole prospère et autosuffisante en nourriture. N'ayant plus assez d'hommes pour entretenir le territoire, il instaure la norme de la polygamie. La vie saine des gens a permis un accroissement de la population et un bonheur généralisé. Dans les dernières pages du roman, un jeune homme, Denis, a créé une machine à moteur et vient la présenter à François. Celui-ci s'emporte contre cet engin qui lui rappelle les erreurs fatales du passé et se montre menaçant à l'égard de Denis. Le jeune homme riposte et tue François, alors plus que centenaire. La continuité politique sera heureusement assurée par Paul, un homme qui a appris auprès de François et qui est aussi sage que lui.

## Analyse
Un roman en écho à son époque
Le roman écrit durant l'occupation de la France par l'Allemagne met en scène un protagoniste qui se méfie du progrès et prône le retour à la terre. Il fonde une nouvelle civilisation agricole sur laquelle il règne sagement, quoique de manière autocratique. Dans cette description plutôt favorable du culte du chef (François devient le « Patriarche »), on pourrait voir une allusion directe au maréchal Pétain, d'autant que le texte contient nombre d'allusions à l'idéologie du régime de Vichy. Enfin, les scènes de pillage à Paris et la déroute des survivants rappellent nettement l'exode de 1940 des populations civiles.
Si l'on a pu déceler une influence pétainiste dans Ravage, l'État français n'est pas épargné par les passages clairement pamphlétaires du roman, qui raille les ministères aux titres pré-orwelliens (ministères du Progrès social, de la Moralité publique, de la Production et de la Coordination, de la Médecine gratuite et obligatoire…), les « artistes diplômés par le gouvernement » seuls autorisés à peindre, ou encore les « aïeux » surgelés veillant sur leurs descendants au milieu même des habitations : la satire est parfois très grosse.
L'impuissance des gouvernements français de l'avant-guerre face à la montée des périls trouve un écho dans le roman de Barjavel qui met en scène, avec une ironie mordante, un Conseil des ministres totalement dépassé par la situation créée par la disparition de l'électricité. Le comble de l'impuissance et de l'ineptie est atteint par le ministre de la Jeunesse et des Sports, absent car incapable de faire à vélo les quelques kilomètres entre Passy et le quartier des ministères.
De plus, le changement progressif de François l'amène à un comportement très patriarcal, le monde final est dirigé exclusivement par des hommes, à l'image de celui qui a su voir, apprendre et avancer à la suite des catastrophes ; et la polygamie est instaurée, mettant à disposition des hommes plusieurs femmes. Le lien entre ces deux faits sociétaux n'est pas obligatoire mais de nos jours (2022), c'est un biais cognitif probable. Cela étant dit, le mot patriarcal doit être utilisé avec intelligence : les codes sociaux d'avant 1968 induisaient d'autres visions de la famille, où le père avait un rôle de protection et de transmission partielle des savoirs, ce qu'est François du début à la fin. 
Quant à la polygamie dans le roman, elle semble refléter un des aspects les plus antérieurs à l'Histoire humaine signifiant très probablement une similarité avec l'animal qui est plus proche de la Nature, son mode de vie étant plus simple et moins codifié que celui de l'Homme. Cela peut se vérifier étant donné le fonctionnement de la zone contrôlée par François, aucune forme de technologie « avancée », un retour à la terre (cf paragraphe suivant) et une solidarité démontrée en amont.
Critique de l'utilisation du progrès
Bien que Barjavel ne soit pas un idéologue, Ravage est une anticipation pessimiste influencée par l'idéologie du retour à la terre, qui n'était pas exclusivement pétainiste. Les critiques du progrès « ramollissant » l'être humain ou l'asservissant faisaient largement débat à l'époque chez nombre d'intellectuels, inquiétés par la technique dévorante telle qu'elle est décrite dans Métropolis ou Les Temps modernes, de La France contre les robots de Georges Bernanos ou du Monde sans âme de Daniel-Rops (Plon, 1932), aux invectives de George Orwell qui écrivait, en 1937 : « Il faut bien avouer que le passage du cheval à l'automobile se traduit par un amollissement de l'être humain ». Barjavel était également lecteur de René Guénon et l'influence de La Crise du monde moderne est patente dans cette vision romanesque très critique du progrès technique matérialiste frappé de plein fouet par une catastrophe inattendue conduisant à la fin du monde hyper-techniciste.
Ainsi, Ravage est un roman typique de l'époque. Cependant, le philosophe Quentin Meillassoux fait du roman l'un des rares dans le genre de l'anticipation et de la science-fiction à illustrer le genre littéraire qu'il nomme « fiction hors-science », c'est-à-dire une trame narrative dans laquelle il se produit une rupture au sein de la continuité et de la stabilité des lois de la nature supposées dans son univers, et ce, de façon imprévisible et sans explication plausible (la rupture en question est la disparition soudaine de l'électricité). Au contraire, dans les romans de SF même les plus audacieux et futuristes, les lois de la nature sont stables ou rompues pour des raisons identifiables, toujours selon Meillassoux.
Influence de H. G. Wells
Par ailleurs la description du monde futur, un siècle en avant (l'action se situe en 2052), rappelle Wells dont Barjavel était un grand lecteur : les ressemblances avec les villes futures décrites dans Quand le dormeur s'éveillera ou Histoire des temps à venir sont évidentes, tout comme Le Voyageur imprudent emprunte à la Machine à explorer le temps. Mais le Paris de 2052 est surtout une satire au vitriol de la prospective de l'époque (les vêtements moulants, l'agriculture intensive, l'agrochimie, les aliments synthétiques) et du « monde de l'avenir » selon Le Corbusier et Science et Vie, avec ses gratte-ciel, ses villes tentaculaires, ses autostrades, ses avions à décollage vertical sillonnant le ciel de Paris et ses meubles en matière plastique (Orwell parlait de « meubles en verre et caoutchouc » à la même époque). Cette vision de l'urbanisme futur, « table rase », eut cours jusque dans les années 1960.
Vision de la ville
La description du Paris « nouveau » avec ses « cités tours » qui ont remplacé les anciens quartiers froidement rasés est très proche du Plan Voisin - Le Corbusier, Une vision urbanistique « futuriste » impulsée par Gabriel Voisin, avionneur et constructeur automobile d'avant garde, qui prévoyait de raser intégralement le nord de la rive droite pour y disposer un quartier de tours avec deux immenses avenues (Nord-Sud et Est-Ouest) pouvant servir de pistes d'aviation. À l'époque de Barjavel, ce plan faisait l'objet de furieuses polémiques avec les défenseurs du patrimoine historique parisien.
Vision du futur
En tant qu'anticipation, et comme toutes les anticipations, le roman est daté : Barjavel ne s'est guère intéressé aux développements de l'informatique avant les années 1960. Contrairement à d'autres écrivains comme Francis G. Rayer ou Murray Leinster (1896-1975), il ignore les robots (mis à part l'énorme machine qui cultive le blé de façon presque autonome, pilotée par la voix) et la conquête de l'espace.
La biotechnologie est, par contre, présente : un cube géant de viande, en perpétuelle croissance,  occupe la cave d'une grande brasserie parisienne, une  trancheuse géante en prélève des tranches pour la consommation quotidienne. Barjavel précise que cette invention et les fluides nutritifs qui assurent la croissance du bifteck géant sont des développements directs des travaux de conservations des organes in vitro du professeur Alexis Carrel.
Cependant, Ravage reste saisissant par sa description vivante de l'effondrement soudain de la civilisation machiniste, le retour immédiat de la barbarie et le passage brutal d'un monde aseptisé à la peste du Moyen Âge, aux pillages, aux meurtres et aux incendies monstres. Certaines descriptions prophétiques n'ont pas vieilli, et la fin générale de l'électricité est une idée originale valable. Ainsi, Richard Duncan a émis une théorie, postulant la fin de la civilisation industrielle (Théorie d'Olduvai), en se basant sur l'utilisation des ressources énergétiques ; il prédit la fin de l'ère industrielle pour l'an 2030, soit 20 ans avant la trame de Ravage.
Dans Le Voyageur imprudent, suite de Ravage publiée la même année, le personnage principal, voyageant dans le temps, assiste ainsi à quelques-uns des événements décrits dans ce roman-ci et constate lors de ces voyages que les désastres de 2052 ont eu un impact dans les millénaires qui ont suivi cette date. Ce n'est qu'en l'an 100 000 que le personnage retrouve une planète habitable et habitée. Toujours dans ce même roman, le narrateur explique les catastrophes de 2052 par un quatrain de Nostradamus :

« L'an que Vénus près de Mars étendue / A le verseau son robinet fermu / La grand'maison dans la flamme aura chu / le coq mourant restera l'homme nu.
« L'an que Vénus près de Mars étendue » désigne astrologiquement, d'une façon incontestable, l'an 2052, reprit le savant. les autres vers nous font craindre des événements terribles. Le coq désigne, ici, la France, ou peut-être l'humanité. « Restera l'homme nu… » L'homme nu ! Vous entendez ! que pourra-t-il arriver à notre malheureux petit-fils pour qu'il reste nu ? »

— Extrait de Le Voyageur imprudent, première partie.

## Classique de la science-fiction
Ce roman est considéré comme un grand classique de la science-fiction dans les ouvrages de références suivants :
- Annick Beguin, Les 100 principaux titres de la science-fiction, Cosmos 2000, 1981 ;
- Jacques Sadoul, Anthologie de la littérature de science-fiction, Ramsay, 1981 ;
- Cité dans La Bibliothèque idéale de la SF (1988) ;
- Lorris Murail, Les Maîtres de la science-fiction, Bordas, coll. « Compacts », 1993 ;
- Stan Barets, Le science-fictionnaire, Denoël, coll. « Présence du futur », 1994.

## Éditions en français
- Denoël, Paris, 1943, réédition en 1949 ;
- Éditions La Toison d'or [Mundus][4], Bruxelles, 1943, mise sous séquestre en 1944 ;
- Le Livre de poche, no 520, 1971 ;
- Gallimard, collection « Folio » no 238, 1972, couverture de François de Constantin ; rééditions en 1976, 1980, 1981, 1985 (ISBN 2-07-036238-8), 1989, 1995, 2005 et 2014 ;
- Famot, 1977 ;
- dans Romans extraordinaires, Omnibus, 1995  (ISBN 2-258-00139-0) ; rééditions en 1996 chez France Loisirs (ISBN 2-7242-9493-9) et 2008 (ISBN 978-2-298-01513-3) ;
- Gallimard, collection « Folioplus classique », no 95 (ISBN 978-2-070-34366-9).

## Adaptations
En 2016, une bande-dessinée est adaptée d'après Ravage, par Rey Macutay, Jean-David Morvan  et Walter, et éditée aux éditions Glénat.
Un court-métrage inspiré par le roman a été réalisé.